# Episinus nubilus
Episinus nubilus là một loài nhện trong họ Theridiidae.
Loài này thuộc chi Episinus. Episinus nubilus được Takeo Yaginuma miêu tả năm 1960.